# C5N
C5N (acronimo di Canal 5 Noticias) è una rete televisiva argentina con sede nella capitale Buenos Aires.

## Storia
Fu fondata nel 2007 dall'imprenditore e giornalista Daniel Hadad ed era edito dal gruppo Infobae.
Nell'aprile 2012 C5N fu venduto al Gruppo Indalo di Cristóbal López. Quattro anni più tardi, durante una ripartizione del patrimonio di Indalo, il settore multimediale del gruppo passò nelle mani dell'impresario Fabían de Sousa.